# Viki (Estonie)
Pour les articles homonymes, voir Viki.
Viki est un village situé dans le comté de Saare, en Estonie. En 2000, il comptait 79 habitants.

## Personnalité liée à la localité
Le compositeur Peeter Süda est né à Viki en 1883.

## Galerie photographique

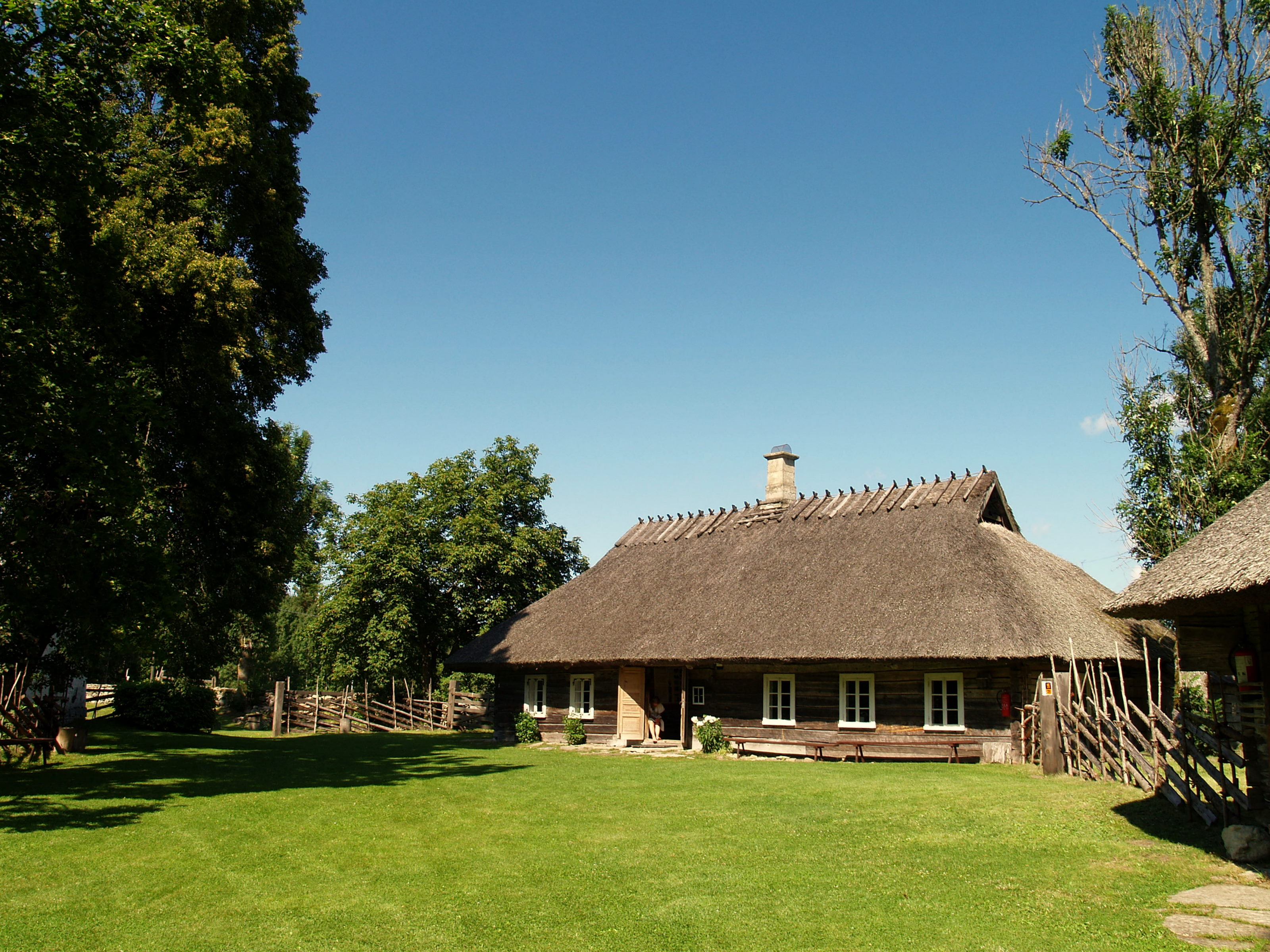
Mihkli Farm Museum
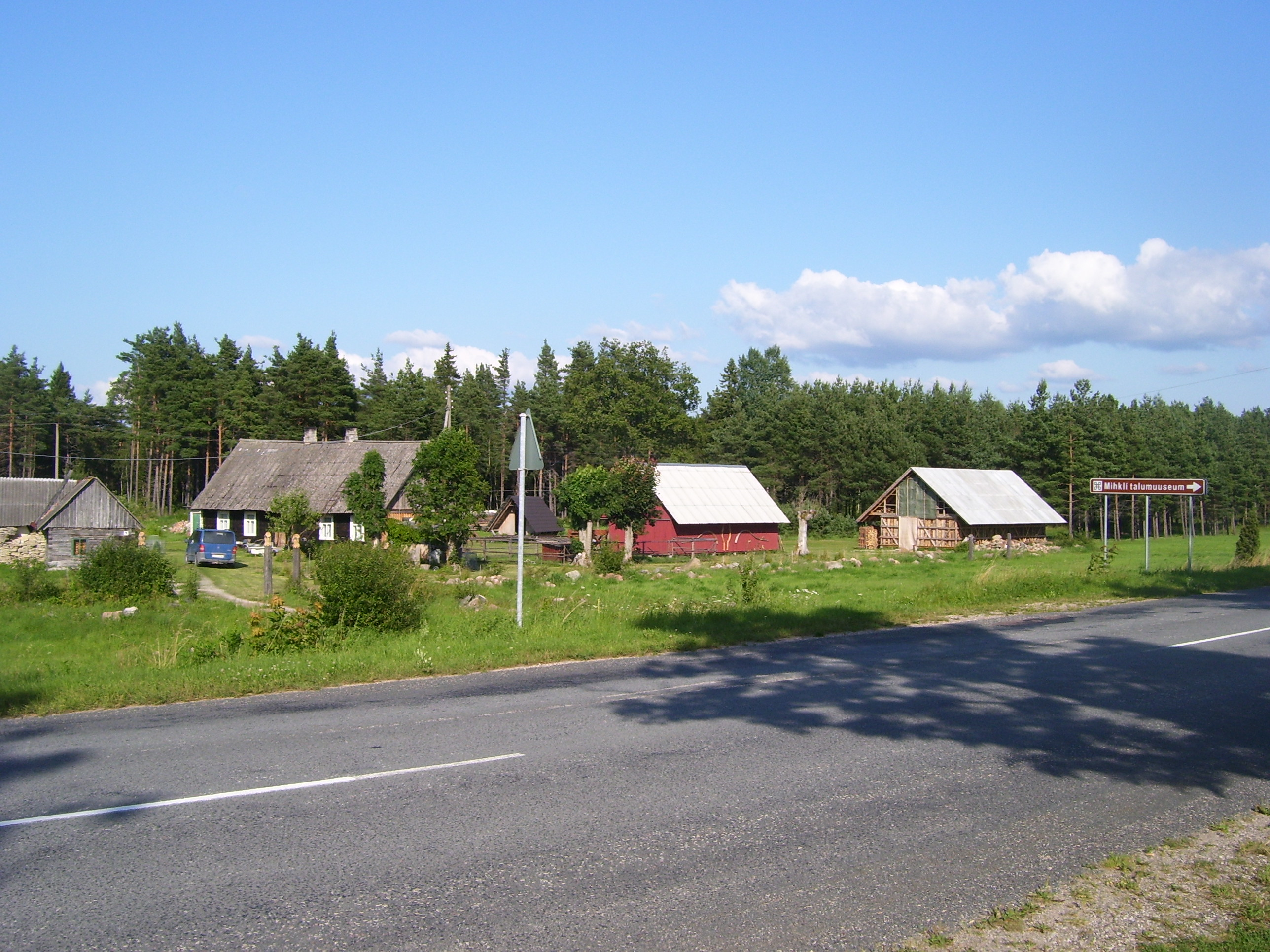